# Maesa striatocarpa
Maesa striatocarpa là một loài thực vật có hoa trong họ Anh thảo. Loài này được C. Chen mô tả khoa học đầu tiên năm 1994.